# Дом-музей Бориса Пастернака
Дом-музе́й Бори́са Пастерна́ка — мемориальный музей Бориса Пастернака, расположенный на бывшей даче писателя в Переделкино. В этом здании Пастернак проживал с 1939 по 1960 год, после его смерти в доме был организован неофициальный общественный музей памяти писателя. В 1990 году по инициативе друзей и родственников Пастернака музей получил официальный статус в качестве филиала Государственного литературного музея.

## История

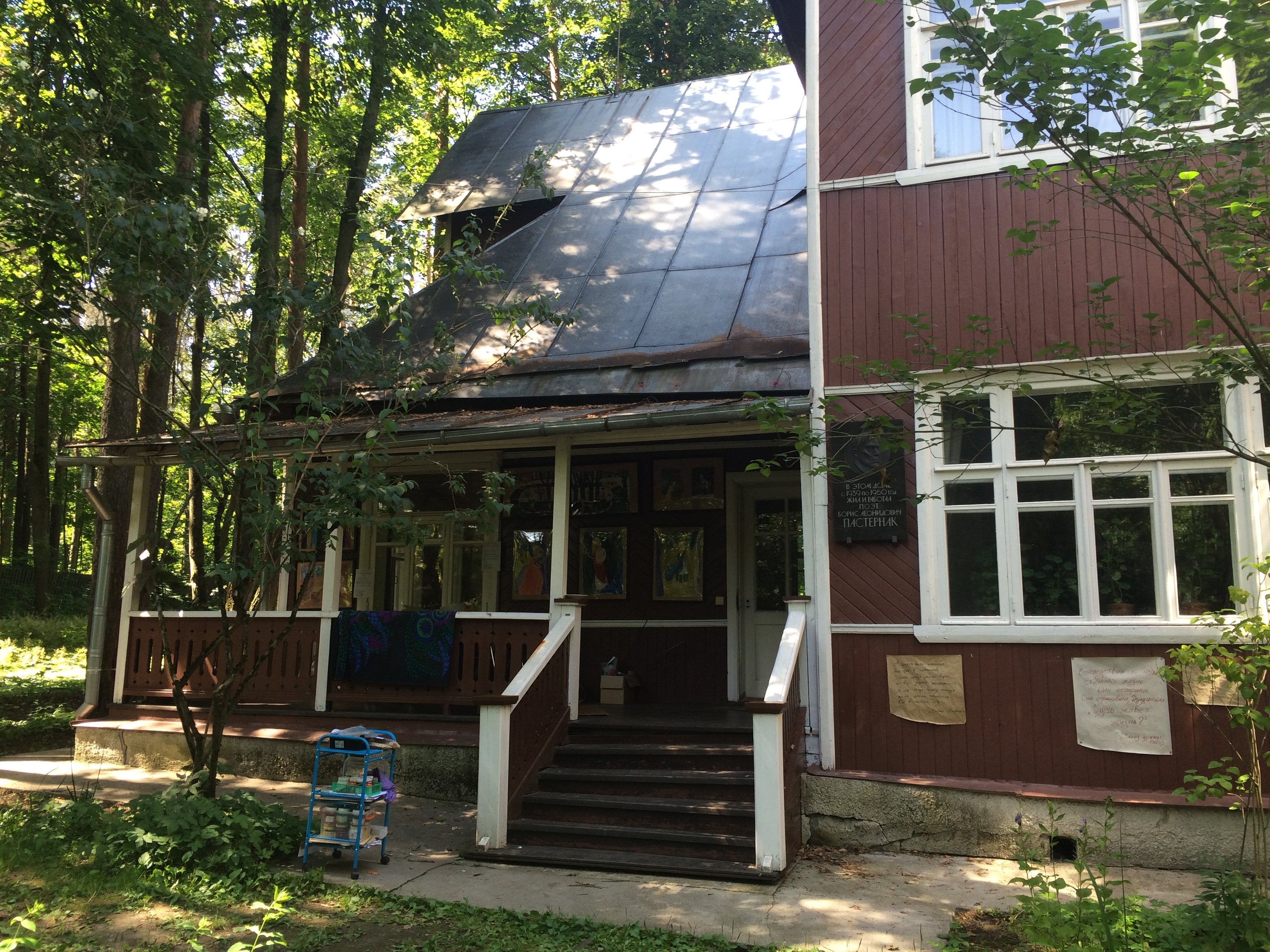
Здание в 2016 году

Дом-музей Бориса Пастернака расположен в бывшем писательском посёлке Переделкино, здания которого были построены по проекту немецкого архитектора Эрнста Мая. Помимо Пастернака в Переделкино также проживали Корней Чуковский, Александр Фадеев, Николай Леонов, Александр Афиногенов и другие.
Это именно то, о чём можно было мечтать всю жизнь. В отношении видов, приволья, удобства, спокойствия и хозяйственности, это именно то, что… настраивало поэтически. Такие, течением какой-нибудь реки растянутые по всему горизонту отлогости (в березовом лесу) с садами и деревянными домами с мезонинами... овеянное какой-то неземной и завидной прелестью поселение. И вдруг жизнь так повернулась, что на её склоне я сам погрузился в тот, виденный из большой дали мягкий, многоговорящий колорит.Борис Пастернак в письмах к отцу
Пастернак переехал в посёлок в 1936 году, однако первый выделенный писателю дом не подходил ему из-за излишней сырости. По этой причине в 1939-м он переехал в другое здание, находившееся на окраине посёлка. Большой светлый дом, ранее принадлежавший писателю Александру Малышкину и несколько лет затем пустовавший, гости сравнивали и с башнями замка, и с кораблём. Проживая в этом доме, Пастернак написал циклы стихов «Переделкино», «На ранних поездах», «Земной простор», «Когда разгуляется…», а также занимался переводами драм Уильяма Шекспира и «Фауста» Иоганна Гёте, параллельно работал над «Доктором Живаго». Новость о присуждении ему Нобелевской премии также застала Пастернака в Переделкино.
В гостях у писателя в разные годы бывали Анна Ахматова, Корней Чуковский, Всеволод Иванов, Константин Федин, Ольга Берггольц, Фридрих Асмус, Пётр Капица, Алексей Кручёных, Варлам Шаламов, Андрей Вознесенский, Кайсын Кулиев, Евгений Евтушенко, Леонард Бернстайн. В семейных музыкальных вечерах участвовали пианисты Генрих и Станислав Нейгаузы, Святослав Рихтер, Мария Юдина.
После смерти поэта в 1960 году дом стал местом его памяти: вдову Зинаиду Пастернак часто навещали родственники, друзья и близкие писателя. Постепенно в дом стали приезжать поклонники творчества Пастернака, для которых проводились неофициальные экскурсии по зданию. Поскольку дача являлась собственностью Литературного фонда, в 1980 году после смерти пасынка Пастернака Станислава Нейгауза родственники писателя потеряли право на проживание в доме. В 1984 году суд передал здание Чингизу Айтматову, однако писатель отказался от дома в память о Пастернаке.
В середине 1980-х годов группа писателей выступила с инициативой по созданию в Переделкино дома-музея Пастернака. В 1985-м Михаил Горбачёв получил официальное обращение, подписанное Вениамином Кавериным, Евгением Евтушенко, Арсением Тарковским, Анатолием Приставкиным и Робертом Рождественским. Открытие музея состоялось к 100-летию со дня рождения Бориса Пастернака в 1990 году. Первой заведующей музеем стала жена сына поэта Наталья Пастернак, а хранителем — внучка Елена.
По состоянию на 2018 год в доме полностью восстановлена прижизненная обстановка. Центральной комнатой экспозиции является кабинет Пастернака, расположенный на втором этаже.
В 2020 году Мосгорнаследием по заказу Государственного литературного музея выдано задание на разработку проекта реставрации здания и приспособления его к современному использованию.

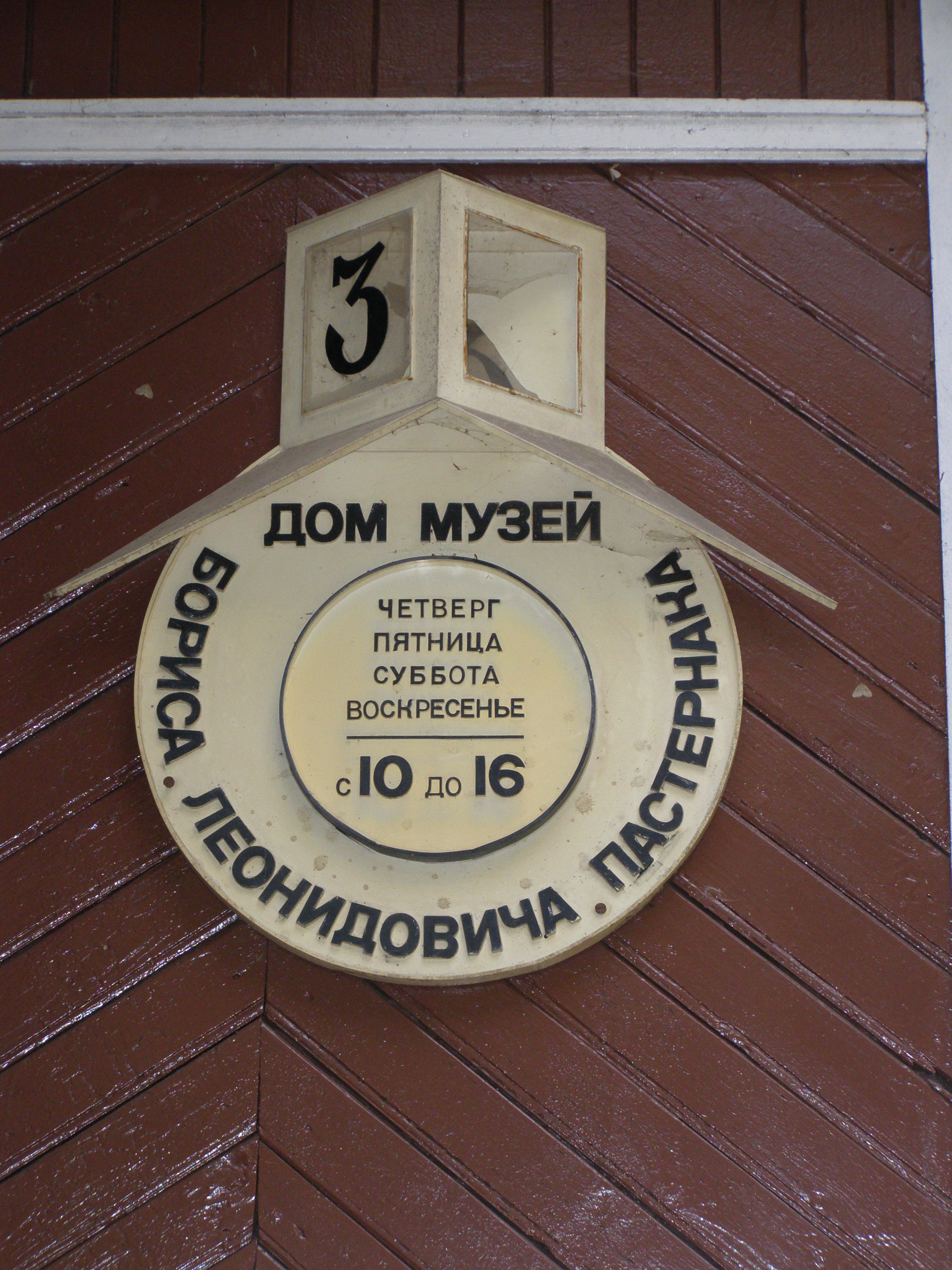
Табличка на здании музея, 2012 год
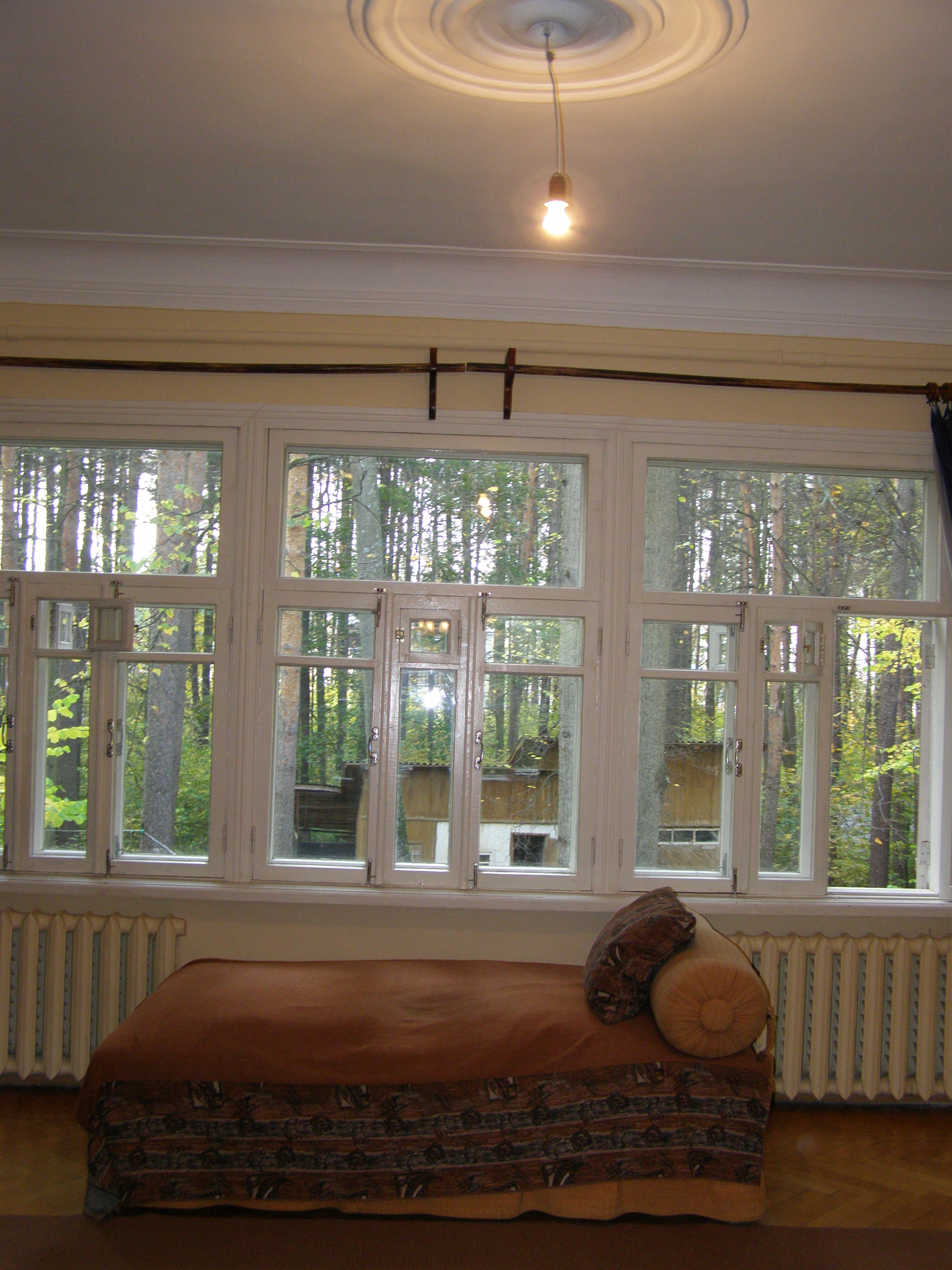
Окно столовой, 2012 год
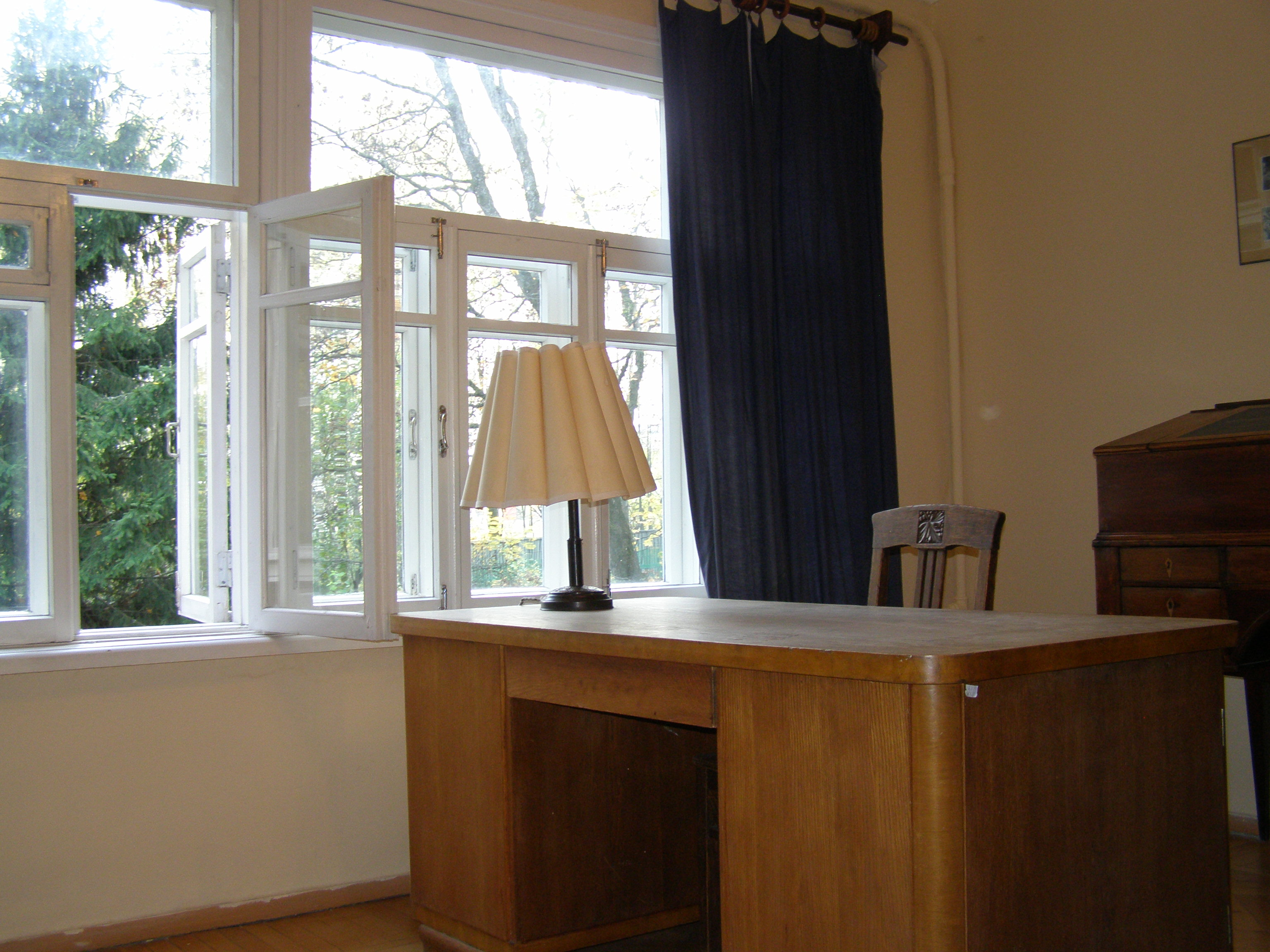
Кабинет писателя, 2012 год
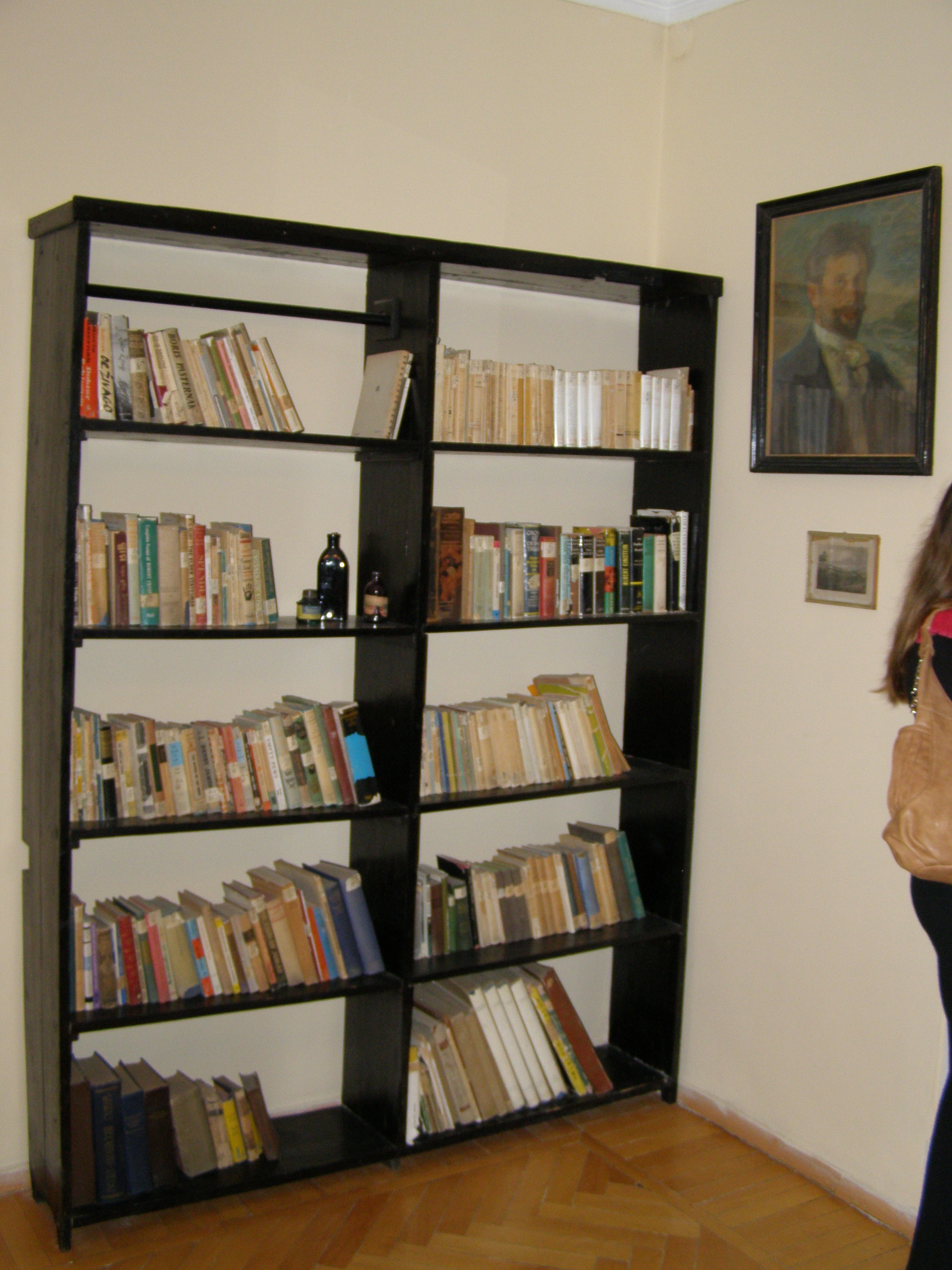
Полки с домашней библиотекой, 2012 год